# والتر دبليو. ستون
والتر دبليو. ستون (بالإنجليزية: Walter W. Stone)‏ هو ناشر أسترالي، ولد في 24 يونيو 1910، وتوفي في 29 أغسطس 1981.